# Reprezentacja Mali U-17 w piłce nożnej mężczyzn
Reprezentacja Mali U-17 w piłce nożnej jest juniorską reprezentacją Mali zgłaszaną przez MFF. Mogą w niej występować wyłącznie zawodnicy posiadający obywatelstwo malijskie, urodzeni w Mali lub legitymujący się malijskim pochodzeniem i którzy w momencie przeprowadzania imprezy docelowej (finałów Mistrzostw Afryki lub Mistrzostw Świata) nie przekroczyli 17. roku życia.

## Sukcesy
- Mistrzostwa świata
  - 2. miejsce (1 raz): 2015
- Mistrzostwa Afryki
  - 1. miejsce (1 raz): 2015
  - 2. miejsce (1 raz): 1997
  - 3. miejsce (2 razy): 1999, 2001

## Występy wmistrzostwach świata
- 1985: Nie brała udziału
- 1987: Nie brała udziału
- 1989: Nie brała udziału
- 1991: Nie zakwalifikowała się
- 1993: Nie zakwalifikowała się
- 1995: Nie zakwalifikowała się
- 1997: Ćwierćfinał
- 1999: Faza grupowa
- 2001: Ćwierćfinał
- 2003: Nie zakwalifikowała się
- 2005: Nie zakwalifikowała się
- 2007: Nie zakwalifikowała się
- 2009: Nie zakwalifikowała się
- 2011: Nie zakwalifikowała się
- 2013: Nie zakwalifikowała się
- 2015: 2. miejsce

## Występy wmistrzostwach Afryki
- 1995: 4. miejsce
- 1997: 2. miejsce
- 1999: 3. miejsce
- 2001: 3. miejsce
- 2003: Nie zakwalifikowała się
- 2005: Faza grupowa
- 2007: Nie zakwalifikowała się
- 2009: Nie zakwalifikowała się
- 2011: Faza grupowa
- 2013: Nie zakwalifikowała się
- 2015: 1. miejsce